# Metachroma
Metachroma är ett släkte av skalbaggar. Metachroma ingår i familjen bladbaggar.

## Dottertaxa tillMetachroma, i alfabetisk ordning[1]
- Metachroma adustum
- Metachroma anaemicum
- Metachroma angusticolle
- Metachroma angustulum
- Metachroma bridwelli
- Metachroma californicum
- Metachroma carolinense
- Metachroma clarkei
- Metachroma coronadense
- Metachroma floridanum
- Metachroma immaculatum
- Metachroma interruptum
- Metachroma laevicolle
- Metachroma laterale
- Metachroma longicolle
- Metachroma longipenne
- Metachroma longulum
- Metachroma luridum
- Metachroma maculipenne
- Metachroma magnipunctatum
- Metachroma marginale
- Metachroma montanense
- Metachroma nigrosignatum
- Metachroma occidentale
- Metachroma orientale
- Metachroma pallidum
- Metachroma pellucidum
- Metachroma presidiense
- Metachroma quadrimaculatum
- Metachroma quercatum
- Metachroma sandersoni
- Metachroma septentrionale
- Metachroma suturale
- Metachroma testaceum
- Metachroma texanum
- Metachroma ustum
- Metachroma utahense
- Metachroma viticola
- Metachroma zayasi